# Flussuferläufer

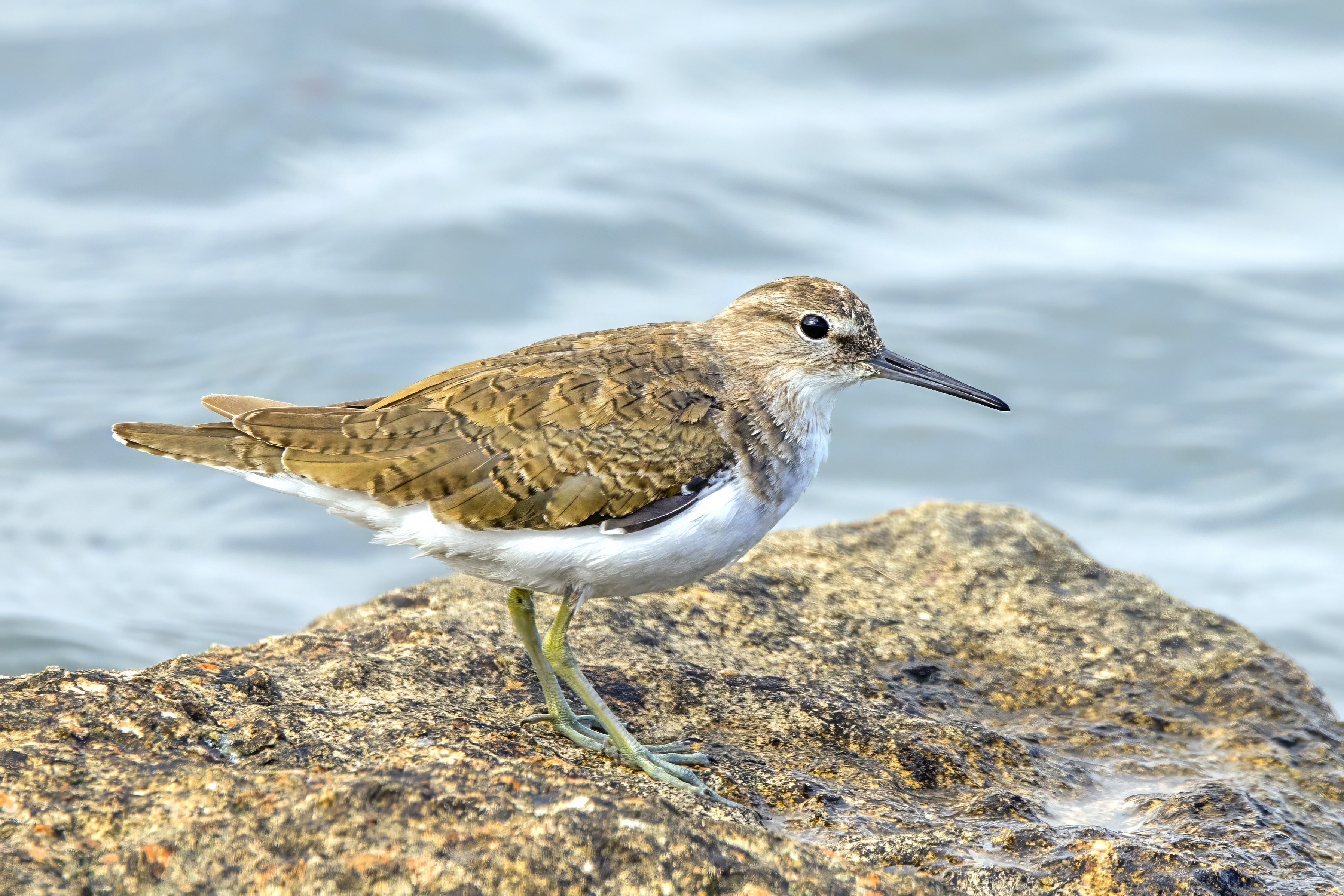
Flussuferläufer in Sfax, Tunesien

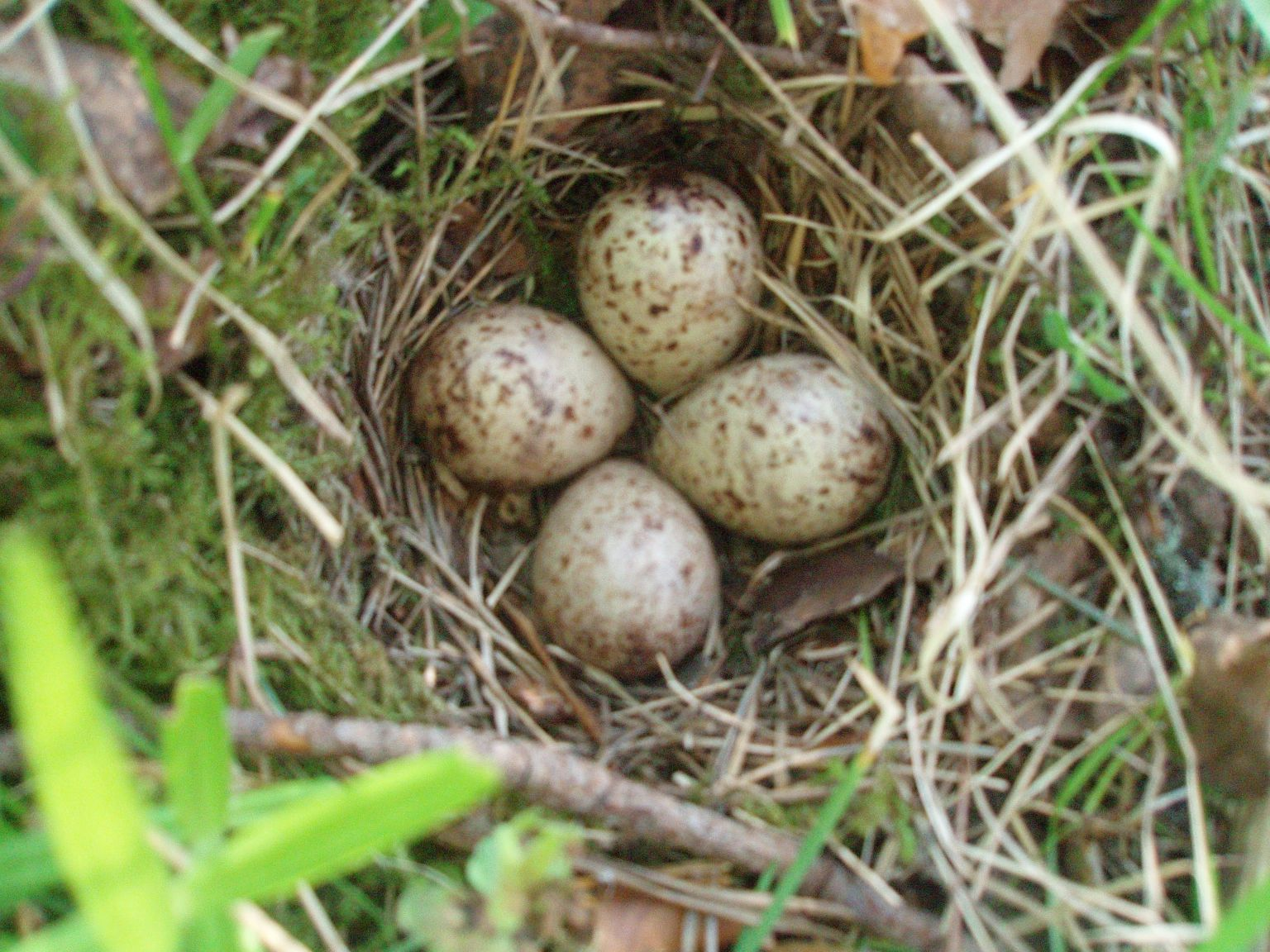
Gelege des Flussuferläufers

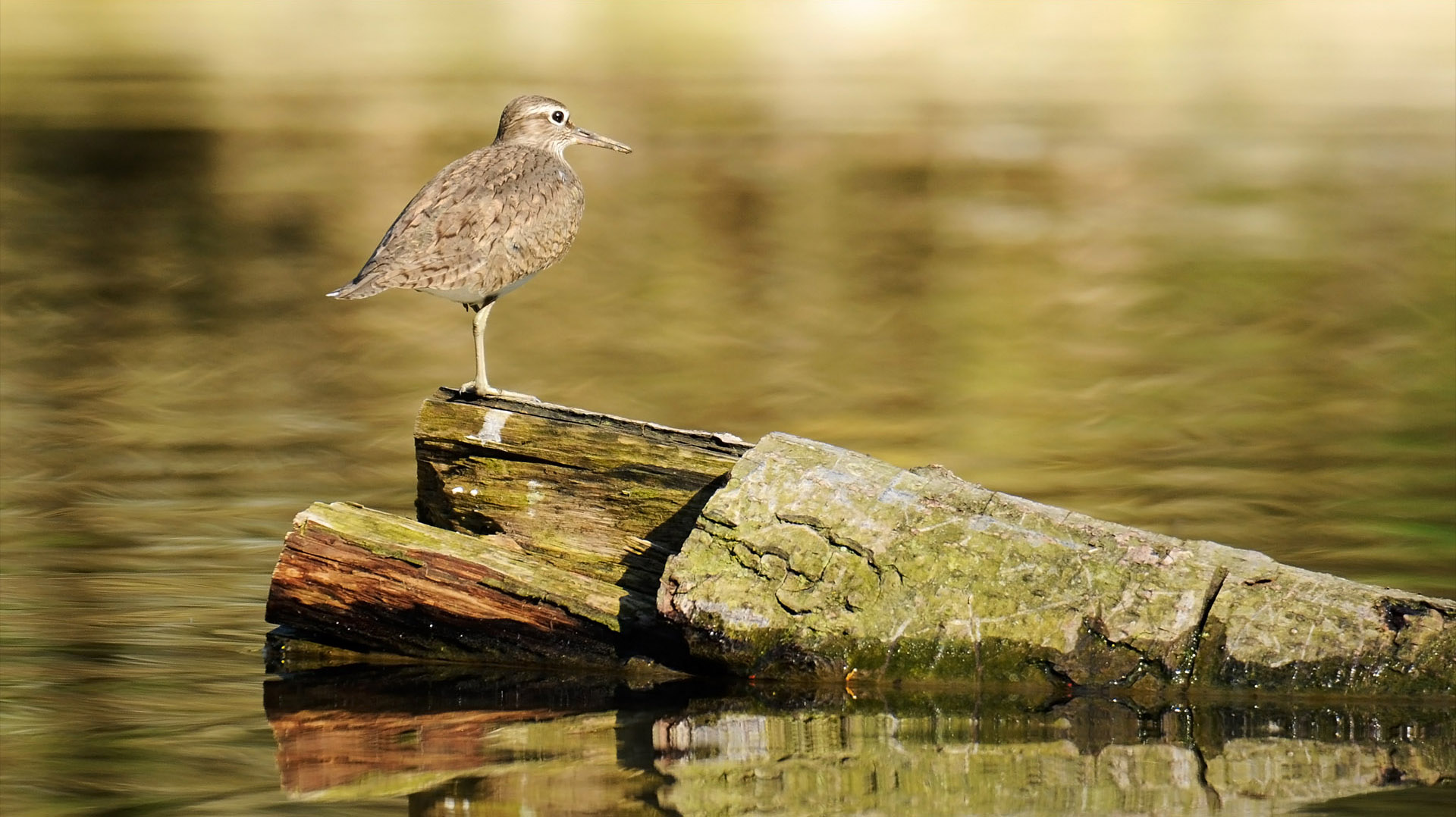

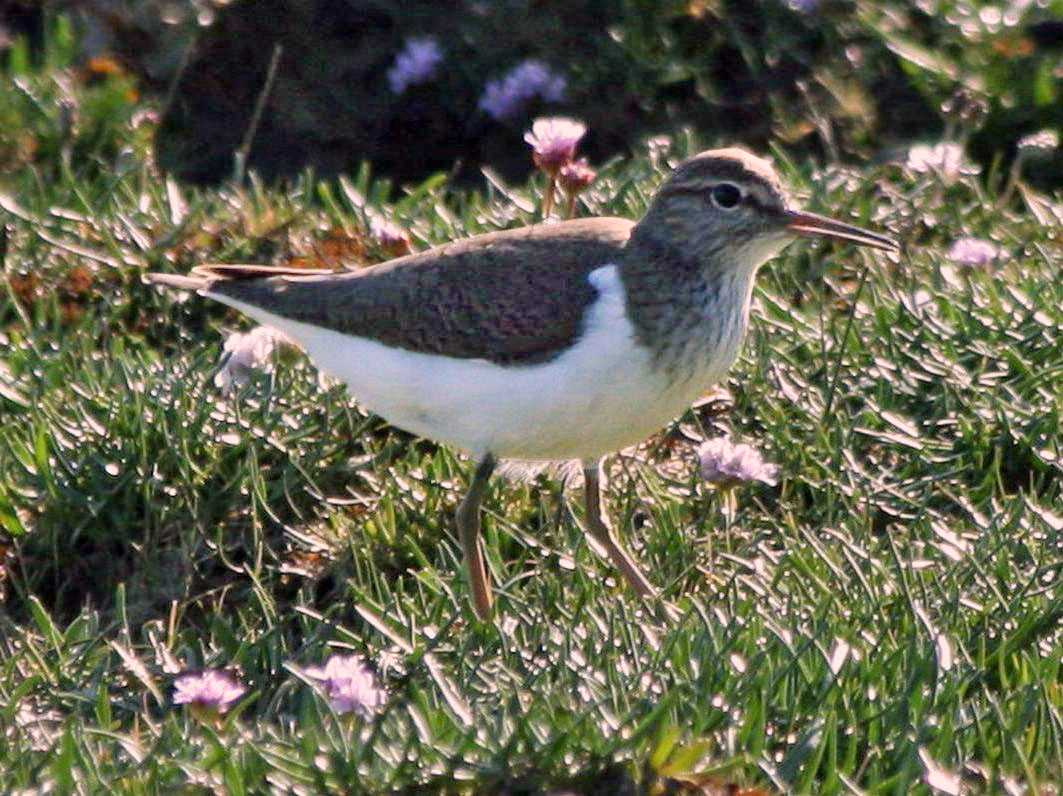

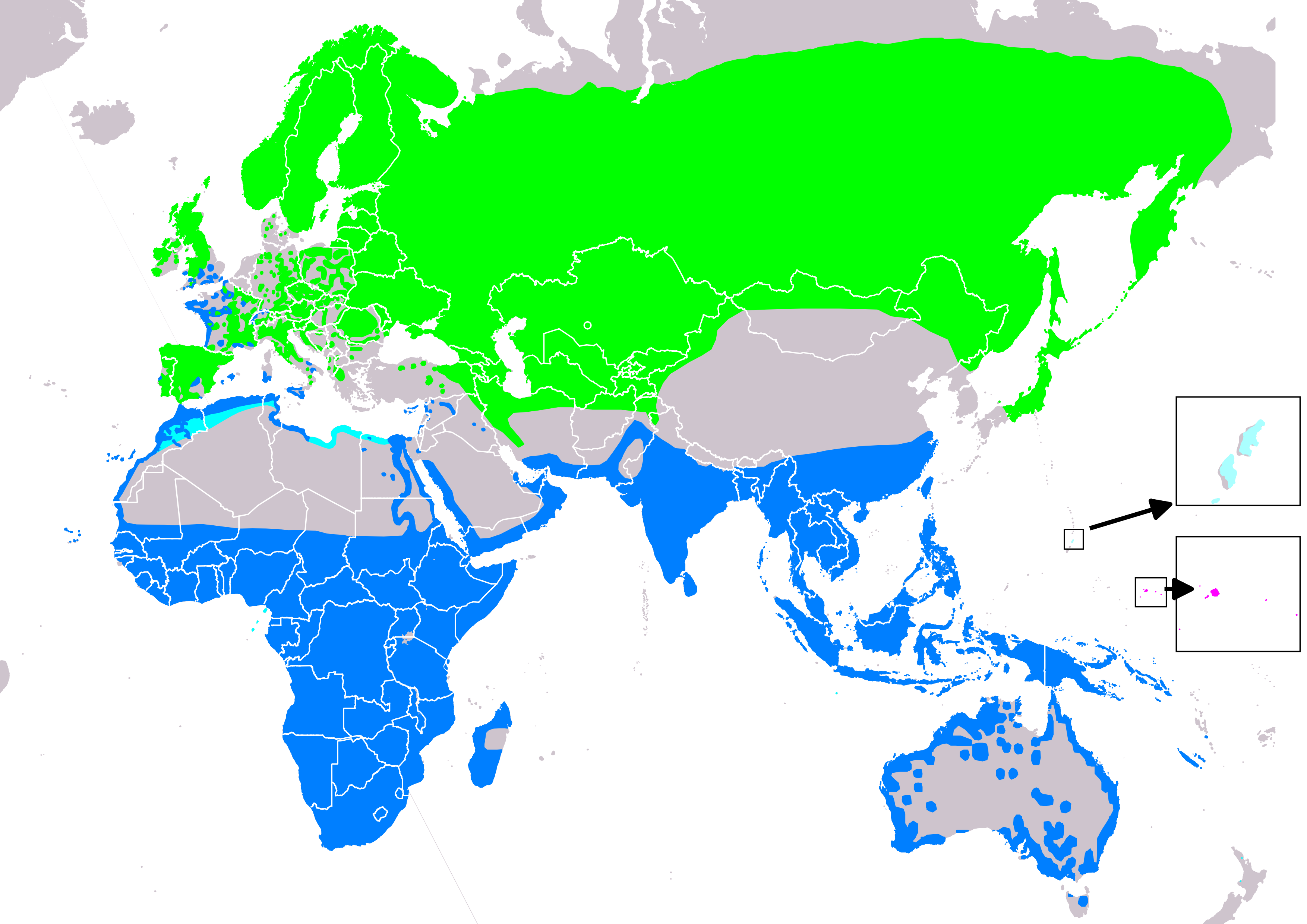
Verbreitungsgebiete des Flussuferläufers:
Brutgebiete
Migration
Überwinterungsgebiete
Wahrscheinliche Überwinterungsgebiete
Wahrscheinliche Migration

Der Flussuferläufer (Actitis hypoleucos) ist eine monotypische Vogelart aus der Familie der Schnepfenvögel (Scolopacidae), die ausschließlich in der Paläarktis brütet. In Mitteleuropa ist der Flussuferläufer ein verbreiteter, aber wenig häufiger Brut- und Sommervogel.

## Beschreibung
Ein ausgewachsener Flussuferläufer wird bis zu 22 Zentimeter groß und erreicht eine Flügelspannweite bis zu 40 Zentimeter. Er wiegt 40 bis 80 Gramm. Damit ist der Flussuferläufer kleiner als der Waldwasserläufer und unterscheidet sich von dieser Art auch durch die charakteristische weiße Keilzeichnung unter den weißen Brustseiten. Es besteht kein Sexualdimorphismus.
Der Bauch ist weiß und die Oberseite ist im Prachtkleid braun mit einer feinen dunkelbraunen Zeichnung und unregelmäßiger Bänderung. Im Ruhekleid ist die Körperoberseite einheitlicher olivbraun. Die Augen sind schwarz und die relativ kurzen Beine blassgelb gefärbt. Er hat einen mittellangen Schnabel, der in allen Kleidern dunkelbraun mit einer hell orangebraunen Wurzel ist sowie einen dunklen Augenstreif.
Der Flussuferläufer fliegt recht schnell, gleichmäßig und niedrig über dem Wasser. Die Flügelschläge sind rasch und kurz und die Flügel sind abwärts gebogen. Der Flug ist meist von schrillen Rufen begleitet, die wie Hi-di-di klingen. Im Flug sind der braune Bürzel, die weiß gebänderten Schwanzseiten, eine auffallend weiße Flügelbinde sowie die weißlichen Armschwingen gut erkennbar. Ebenso wie fliegen kann er schwimmen und bis ein Meter tief tauchen und das bis 20 Sekunden lang. Am Boden wippt und knickst er ständig mit dem länglichen Hinterkörper auf und ab.

## Lebensraum
Das Verbreitungsgebiet des Flussuferläufers erstreckt sich vom Süden und Westen Europas über ganz Eurasien bis Japan und den Inseln Südostasiens.
Von April bis Oktober verbringt der Langstreckenzieher seine Zeit in fast ganz Europa (außer Island). Er überwintert vom Mittelmeerraum bis Südafrika.
Der Flussuferläufer kommt in einem Brutgebiet vor, das von der Steppen- und Wüstenzone über die gemäßigte Zone bis zu den borealen und Bergwäldern bis fast zur Schneegrenze und der arktischen Tundra reicht. Seine Höhenverbreitung reicht von der Tiefebene bis zu Höhenlagen von 4.000 Metern. Er lebt häufig an Flüssen und Bächen, aber auch Stillgewässer werden genutzt. Er brütet auf locker bewachsenen Flusskiesbänken aber auch in steil eingeschnittenen Gebirgsflüssen. Er bevorzugt einen festen sandigen Untergrund mit einer gut ausgebildeten Krautschicht und kleinen offenen kiesigen Stellen. Er ist aber an lockeren Treibholzanschwemmungen zu finden. Als Durchzügler hält er sich an Binnengewässern aller Art auf. Kurzfristig ist er dann auch an kleinsten Tümpeln und Pfützen zu beobachten. Auch künstliche Gewässer wie Fischteiche, Stauseen oder Baggerseen werden von ihm genutzt. Am Meer nutzt er auch Fels- und Kiesküsten.

## Ernährung
Der Flussuferläufer ernährt sich von Insekten und Spinnen. Außerdem stehen kleine Krebstiere und Weichtiere noch auf dem Speiseplan
und werden mit dem Schnabel aus dem flachen Wasser gepickt. Er ortet seine Beute vor allem visuell. Seltener als die ihm ähnlichen Arten der Gattung Tringa watet er im flachen Wasser, sondern hält sich bevorzugt am feuchten Ufer auf.

## Fortpflanzung

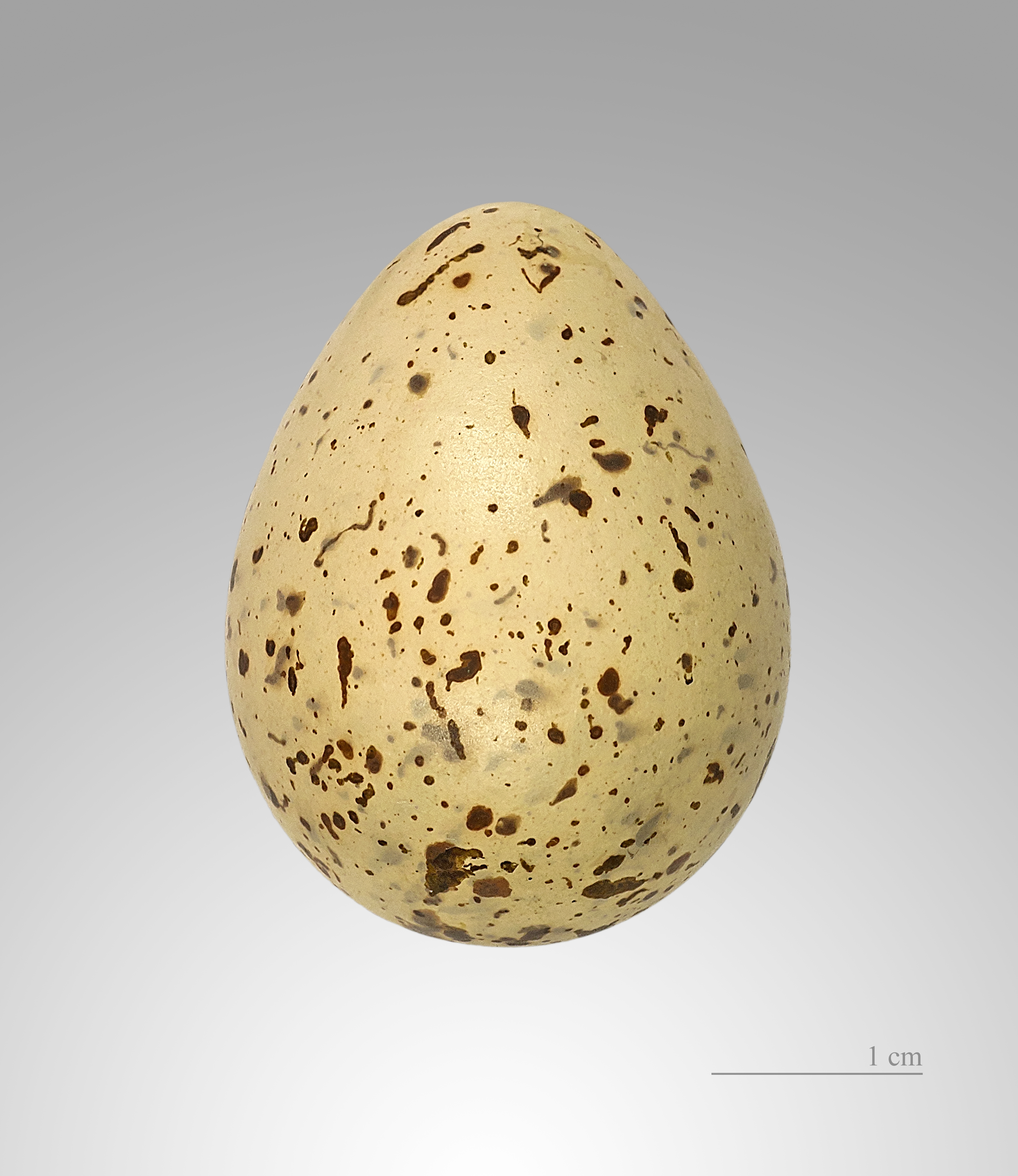
Actitis hypoleucos

Flussuferläufer erreichen ihre Geschlechtsreife im zweiten Lebensjahr. Sie führen überwiegend eine monogame Saisonehe. Sie erreichen in Deutschland ihre Brutplätze frühestens Anfang bis Mitte April.
Es gibt einige Hinweise darauf, dass das Brutrevier vom Weibchen begründet wird. Das Nest ist eine Mulde im Boden das mit Pflanzenteilen gepolstert ist. Die Mulde wird von beiden Elternvögeln gescharrt. Es wird auf Inseln oder nah am Ufer, gut versteckt in der dichten Vegetation, gebaut. Es befindet sich meist auf völlig trockenem Untergrund ist maximal fünfzig Meter vom Wasser entfernt. In der Regel befindet es sich aber wesentlich näher in Gewässernähe. Der Legebeginn ist in Mitteleuropa frühestens ab Anfang April, die Hauptlegezeit fällt in den Mai. Nachgelege werden bis Anfang Juni beobachtet. Das Weibchen legt meist vier, 35 mm große Eier. Die Eier sind relativ groß und zugespitzt kreiselförmig. Die Grundfarbe der Schale ist ein blass-bräunlich mit braunen Punkten und kleinen bis mittelgroßen rotbraunen Flecken. Beide Elternvögel sind an der Brut beteiligt, die Brutdauer beträgt zwischen 21 und 22 Tagen. Wie viele andere Schnepfenvögel zeigen Flussuferläufer ein Verleiten, meist ist dieses Verhalten beim Weibchen zu beobachten. Die Jungvögel können ab ihrem 15. Lebenstag auffliegen und sind ab dem 21. Lebenstag voll flugfähig. Der Bruterfolg ist verhältnismäßig gering. Bei Untersuchungen in Großbritannien hat sich gezeigt, dass nur zwischen 24 und 35 Prozent der geschlüpften Jungen flügge werden.

## Bestand

### Aktueller Bestand und Bestandsentwicklung
Der europäische Bestand wird zu Beginn des 21. Jahrhunderts auf 720.000 bis 1.600.000 Brutpaare geschätzt. Bedeutende Brutbestände gibt es in Fennoskandinavien mit 300.000 bis 575.000 Brutpaaren und in Russland mit 350.000 bis 900.000 Brutpaaren. In Mitteleuropa und im Südwesten Europas ist der Flussuferläufer nur noch sehr lückig verbreitet. Der Brutbestand beträgt maximal 2600 bis 4600 Brutpaare. Der Verbreitungsschwerpunkt findet sich in den Alpen, wo er bis in Höhen von 1800 Meter vorkommt, in den Sudeten sowie den Karpaten und Teilen des Rheintals.
In Mitteleuropa sind die Bestände seit dem 19. Jahrhundert kontinuierlich zurückgegangen, so dass in vielen Regionen nur noch wenige Restvorkommen erhalten geblieben sind. Der Bruterfolg dieser zum Teil isolierten Restpopulationen ist zu gering, um einen Bestandserhalt ohne Zuwanderung sicherzustellen. An vergleichsweise ungestörten und naturnah gebliebenen Gewässern vor allem in alpinen und subalpinen Bereichen sind die Bestände seit Jahrzehnten weitgehend stabil. In einigen mitteleuropäischen Regionen gibt es auch wieder Zunahmen. So hat sich der Flussuferläufer seit den 1990er Jahren wieder in Niederlanden angesiedelt. Er brütet dabei in neu entstandenen Schutzgebieten entlang von Flüssen. Auch in Teilen Ungarns und der Slowakei hat sich gezeigt, dass er beispielsweise neu entstandene Tagebaugewässer und Staubecken zum Teil sehr schnell besiedelt.
Zu den wesentlichen Gefährdungsursachen des Flussuferläufers zählt eine Zerstörung seines Lebensraumes durch Flussregulierung und Kanalisierung, Schiffbarmachung oder eine energiewirtschaftliche Nutzung mit Überstauungen. Er verliert dadurch seine Brutplätze auf den Kiesbänken. Durch Wassersport, Badebetrieb, Angler und Camper kommt es außerdem zu Störungen während der Fortpflanzungszeit.
In der Roten Liste der Brutvögel Deutschlands von 2020 wird die Art in der Kategorie 2 als stark gefährdet geführt.

### Bestandsprognosen
Der Flussuferläufer gilt wie viele andere Schnepfenvögel auch als eine der Arten, die vom Klimawandel besonders betroffen sein werden. Ein Forschungsteam, das im Auftrag der britischen Umweltbehörde und der Royal Society for the Protection of Birds die zukünftige Verbreitungsentwicklung von europäischen Brutvögeln auf Basis von Klimamodellen untersuchte, geht davon aus, dass bis zum Ende des 21. Jahrhunderts das Verbreitungsgebiet des Flussuferläufers um etwa 25 Prozent schrumpfen und sich nach Norden verschieben wird. Die Art wird im Gegensatz zu einer Reihe anderer Schnepfenvögel weiterhin zum Brutvogelbestand Mitteleuropas gehören. Potentielle neue Verbreitungsgebiete werden auf Grund des Klimawandels auf Island, Svalbard und Nowaja Semlja entstehen, jedoch können sie den Arealverlust vor allem im Süden und Osten Europas nicht kompensieren.
Die Brutbestände auf dem Territorium Deutschlands nahmen 2014 zum ersten Mal seit mindestens 25 Jahren wieder zu, wie aus im April 2014 vorgelegten Berichten der Bundesregierung zur Lage der Natur hervorgeht.

## Belege

### Einzelbelege
1. ↑   Delany et al., S. 346
2. ↑   Colston et al., S. 206
3. ↑   Delany et al., S. 349
4. ↑   Colston et al., S. 207
5. ↑   Delany et al., S. 349
6. ↑   Bauer et al., S. 495
7. ↑   Bauer et al., S. 493
8. ↑   Bauer et al., S. 493 und S. 494
9. ↑   Bauer et al., S. 494
10. ↑   Bauer et al., S. 494
11. ↑  Torsten Ryslavy, Hans-Günther Bauer, Bettina Gerlach, Ommo Hüppop, Jasmina Stahmer, Peter Südbeck & Christoph Sudfeldt: Rote Liste der Brutvögel Deutschlands, 6. Fassung. In: Deutscher Rat für Vogelschutz (Hrsg.): Berichte zum Vogelschutz. Band 57, 30. September 2020.
12. ↑   Brian Huntley, Rhys E. Green, Yvonne C. Collingham, Stephen G. Willis: A Climatic Atlas of European Breeding Birds, Durham University, The RSPB and Lynx Editions, Barcelona 2007, ISBN 978-84-96553-14-9, S. 202
13. ↑  NABU Pressedienst, 2. April 2014: NABU-Zahl des Monats. Positive Trendwende für zwölf bedrohte Vogelarten in Deutschland. NABU: Naturschutz wirkt – wenn politisch gewollt und finanziert"